# Якубів
Яку́бів — село Долинської громади Калуського району Івано-Франківської області України.
У 1939 році в селі проживало 940 мешканців (935 українців, 5 євреїв).

## Населення

### Мова
Розподіл населення за рідною мовою за даними перепису 2001 року:
| Мова            | Кількість | Відсоток |
| --------------- | --------- | -------- |
| українська      | 1102      | 99.82%   |
| російська       | 1         | 0.09%    |
| інші/не вказали | 1         | 0.09%    |
| Усього          | 1104      | 100%     |

## Уродженці
- Максимів Василь Львович (1967—2015) — солдат Збройних сил України, учасник російсько-української війни [4].